# Buache Peak
Der Buache Peak (englisch; bulgarisch връх Бюаш wrach Bjuasch) ist ein 600 m hoher und größtenteils vereister Berg auf Two Hummock Island im Palmer-Archipel westlich der Antarktischen Halbinsel. Er ragt 1,63 km südwestlich des Modev Peak, 4,8 km nordwestlich des Veyka Point und 1,93 km nordöstlich des Palaver Point auf. Markant sind seine teilweise unvereisten Westnordwesthänge.
Britische Wissenschaftler kartierten ihn 1978. Die bulgarische Kommission für Antarktische Geographische Namen benannte ihn 2013 nach dem französischen Kartographen Philippe Buache (1700–1773), der in den Jahren 1739 und 1754 Landkarten zur Südpolarregion veröffentlicht hatte.